# Mediolanum Forum
Mediolanum Forum (inițial Forum di Assago, fost FilaForum și DatchForum) este o arenă sportivă acoperită care se află în Assago, un mic oraș la 3 km de Milano, Italia. Arena are o capacitate de 12.700 de locuri și este folosită în principal pentru meciuri de baschet, hochei pe gheață, tenis și pentru concerte live.
Sala este locul unde joacă meciurile de pe teren propriu echipa de baschet profesionist din Euroliga și din Serie A italiană AX Armani Exchange Milano. În ianuarie 2009, arena și-a schimbat numele în actualul nume de Mediolanum Forum, înlocuind vechiul nume DatchForum.